# Jenaro Pérez Villaamil
Jenaro Pérez de Villaamil y Duguet (ur. 3 lutego 1807 w Ferrol, zm. 5 czerwca 1854 w Madrycie) – hiszpański malarz pejzażysta i rytownik, nadworny malarz Izabeli II.
Pochodził z Galicji. Przeniósł się na studia do Madrytu, a po ich ukończeniu na wzór ojca wstąpił do wojska. Wziął udział w kampanii księcia Angoulême w Kadyksie. Po powrocie Ferdynanda VII na tron i przywróceniu monarchii absolutnej ostatecznie porzucił karierę wojskową na rzecz malarstwa i poświęcił się studiom artystycznym. 
Został wysłany do Portoryko, a po powrocie do Madrytu stał się częścią artystycznego kręgu “El Parnasillo” skupiającego romantycznych malarzy i pisarzy takich jak José de Espronceda, Patricio de la Escosura i Ventura de la Vega. Poznał również szkockiego malarza Davida Robertsa, który przebywał w Hiszpanii w latach 1832-33. Pod jego wpływem Villaamil zainteresował się pejzażem, zaczął malować wnętrza kościołów, ruiny zamków i panoramy miast. Podróżował po Europie, zatrzymał się m.in. w Belgii. W 1835 roku został nauczycielem pejzażu Królewskiej Akademii Sztuk Pięknych św. Ferdynanda w Madrycie, a później jej dyrektorem.
Wydał kolekcję litografii España artística y monumental przedstawiającą najważniejsze miasta Hiszpanii.

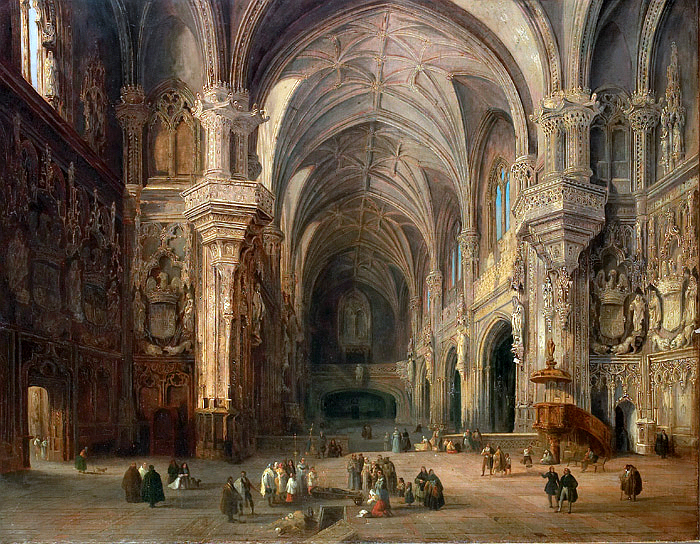
Wnętrze kościoła San Juan de los Reyes w Toledo, 1839